# 500 Millas de Indianápolis de 1956

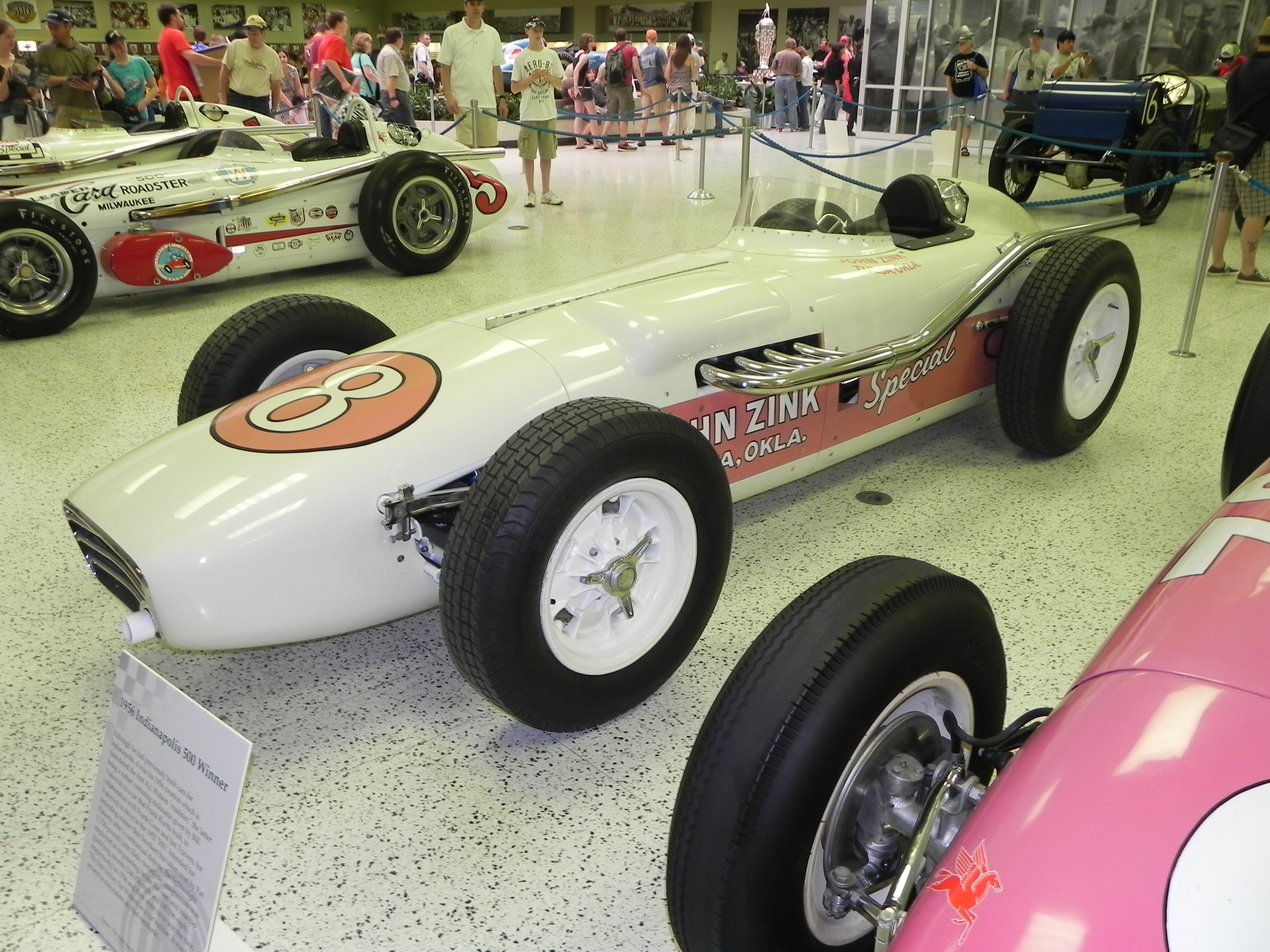
Coche ganador de la Indy 500 de 1956.

La Edición 40° de las 500 millas de Indianapolis se celebró en el Indianapolis Motor Speedway el miércoles 30 de mayo de 1956. El evento fue parte del nuevo campeonato Nacional del USAC, y una vez más formó parte del Campeonato Mundial de Fórmula 1.
La carrera de 1956 fue la primera edición sancionada por la United States Auto Club (USAC). La Asociación Automovilística Estadounidense (AAA) se retiró de las carreras de monoplazas el año anterior tras los sucesos ocasionados por el Desastre de Le Mans en 1955 y así como la eventual muerte de Bill Vukovich en el mismo año. Otro cambio para esta celebración de la competencia tendría un efecto más inmediato sobre la carrera. La pista había sido pavimentada en asfalto, con sólo 600 metros en los que permaneció el diseño del trazado de ladrillo original.
La carrera de 1956 también se conoció como la Tradicional Indy 500 del "Milagro de la Jaula". Las lluvias torrenciales azotaron al Circuito, en los días previos a la carrera. La pista estaba llena de agua encharcada, los túneles de acceso quedaron completamente inundados, y la zona del estadio era un fangoso lodazal. Las condiciones amenazaron con posponer o cancelar directamente la carrera. El Superintendente del Circuito Clarence Cagle supervisó un esfuerzo masivo de limpieza, en el que se bombearon a cientos de miles de galones de agua de los túneles y de la zona del estadio. Cagle y su equipo trabajaron sin parar durante 48 horas seguidas, algunos sin dormir, y tuvo la pista lista justo a tiempo para la carrera del día siguiente.

## Entrenamientos y Clasificaciones
Los entrenamientos y clasificaciones se programaron para cuatro días, pero al tercer día tuvieron que ser suspuendidos por la lluvia. Con el nuevo asfalto, se esperaban nuevos récords de pista. Pat Flaherty no defraudó al registrar con una velocidad de pole de 145,596 mph (234,314 kmh), a más de 4,5 mph (7,2 km / h) más rápida que el récord de 1954. 29 conductores clasificaron el de fin de semana de apertura. El segundo fin de semana vio empañado por una fuerte lluvia que anuló por completo el sábado y dejó sólo una pequeña ventana para clasificarse el día domingo para sólo 4 pilotos que lograron colgarse las últimas 4 posiciones de partida. El Campeón del mundo de Fórmula 1 el Italiano Nino Farina fue uno de los pilotos de Ferrari que lograron buscar competir en la mítica carrera pero él no tuvo la oportunidad de clasificar su Bardahl-Ferrari.

### Programación
- Sábado 19 de mayo - Primer día de entrenamientos y clasificaciones del Pole Day
- Domingo 20 de mayo - Segundo día de entrenamientos y clasificaciones
- Sábado 26 de mayo - Tercer día de entrenamientos y clasificaciones (suspendida por lluvia)
- Domingo 27 de mayo - Cuarto día de entrenamientos y clasificaciones

## Resumen de Carrera
La primera parte de la carrera se convirtió en un duelo entre tres hombres entre los que sencontró Russo, O'Connor y Flaherty. Russo fue el primero en retirarse cuando los neumáticos fallaron al pincharse una de las ruedas e hizo que su coche se estrellara y se incendiase. En cuarto de trimestre de la distancia de carrera producto de banderas amarillas y las paradas en los boxes, Parsons tomó la delantera seguido por Freeland. Alrededor de las 200 millas (320 km) Flaherty tomó la delantera seguido por Freeland, Sweikert y Parsons pero Sam Hanks estaba trabajando en su recorrido a través de la pista después de sufrir un severo daño con el choque con Russo, con su mejor tiempo al tomar el segundo lugar. Flaherty había creado una ventaja tal que él fue capaz de hacer su última parada en boxes y permanecer en el liderato. Cruzó la línea de meta con Hanks como el único piloto en la vuelta del líder. El único cambio real en los coches de hacia el final de carrera fue que era a la vez que O'Connor y Jim Rathmann tenías que retirarse de nuevo por problemas mecánicos, mientras que los dos pilotos finalmente quedaron en el top 5.

## Resultados de Carrera
| Pos. Final | Pos. Inicial | Dorsal | Piloto                                                | Fabricante               | Tiempo | Rango | Vueltas | Vuel. Lid. | Registro/Suceso    | Puntos Fórmula 1 |
| ---------- | ------------ | ------ | ----------------------------------------------------- | ------------------------ | ------ | ----- | ------- | ---------- | ------------------ | ---------------- |
| 1          | 1            | 8      | Pat Flaherty                                          | Watson-Offenhauser       | 145.59 | 1     | 200     | 127        | 3:53:28.84         | 8                |
| 2          | 13           | 4      | Sam Hanks                                             | Kurtis Kraft-Offenhauser | 142.05 | 21    | 200     | 0          | +0:20.45           | 6                |
| 3          | 26           | 16     | Don Freeland                                          | Phillips-Offenhauser     | 141.69 | 22    | 200     | 4          | +1:30.23           | 4                |
| 4          | 6            | 98     | Johnnie Parsons                                       | Kurtis Kraft-Offenhauser | 144.14 | 7     | 200     | 16         | +3:25.69           | 3                |
| 5          | 4            | 73     | Dick Rathmann                                         | Kurtis Kraft-Offenhauser | 144.47 | 6     | 200     | 0          | +4:21.81           | 2                |
| 6          | 10           | 1      | Bob Sweikert                                          | Kuzma-Offenhauser        | 143.03 | 12    | 200     | 0          | +5:35.05           |                  |
| 7          | 23           | 14     | Bob Veith                                             | Kurtis Kraft-Offenhauser | 142.53 | 16    | 200     | 0          | +6:25.63           |                  |
| 8          | 15           | 19     | Rodger Ward                                           | Kurtis Kraft-Offenhauser | 141.17 | 27    | 200     | 0          | +6:32.31           |                  |
| 9          | 21           | 26     | Jimmy Reece                                           | Lesovsky-Offenhauser     | 142.88 | 14    | 200     | 0          | +6:38.31           |                  |
| 10         | 30           | 27     | Cliff Griffith                                        | Stevens-Offenhauser      | 141.47 | 24    | 199     | 0          | +1 Vueltas         |                  |
| 11         | 22           | 82     | Gene Hartley                                          | Kuzma-Offenhauser        | 142.84 | 15    | 196     | 0          | +4 Vueltas         |                  |
| 12         | 7            | 42     | Fred Agabashian                                       | Kurtis Kraft-Offenhauser | 144.06 | 8     | 196     | 0          | +4 Vueltas         |                  |
| 13         | 25           | 57     | Bob Christie                                          | Kurtis Kraft-Offenhauser | 142.23 | 20    | 196     | 0          | +4 Vueltas         |                  |
| 14         | 28           | 55     | Al Keller                                             | Kurtis Kraft-Offenhauser | 141.19 | 26    | 195     | 0          | +5 Vueltas         |                  |
| 15         | 32           | 81     | Eddie Johnson                                         | Kuzma-Offenhauser        | 139.09 | 32    | 195     | 0          | +5 Vueltas         |                  |
| 16         | 29           | 41     | Billy Garrett                                         | Kuzma-Offenhauser        | 140.55 | 30    | 194     | 0          | +6 Vueltas         |                  |
| 17         | 33           | 64     | Duke Dinsmore                                         | Kurtis Kraft-Offenhauser | 138.53 | 33    | 191     | 0          | +9 Vueltas         |                  |
| 18         | 3            | 7      | Pat O'Connor                                          | Kurtis Kraft-Offenhauser | 144.98 | 4     | 187     | 39         | +13 Vueltas        |                  |
| 19         | 19           | 2      | Jimmy Bryan                                           | Kuzma-Offenhauser        | 143.74 | 9     | 185     | 0          | +15 Vueltas        |                  |
| 20         | 2            | 24     | Jim Rathmann                                          | Kurtis Kraft-Offenhauser | 145.12 | 3     | 175     | 0          | Motor              |                  |
| 21         | 31           | 34     | Johnnie Tolan                                         | Kurtis Kraft-Offenhauser | 140.06 | 31    | 173     | 0          | Motor              |                  |
| 22         | 5            | 99     | Tony Bettenhausen                                     | Kurtis Kraft-Offenhauser | 144.6  | 5     | 160     | 0          | Accidente          |                  |
| 23         | 14           | 10     | Ed Elisian (Relevado por Eddie Russo; por 37 vueltas) | Kurtis Kraft-Offenhauser | 141.38 | 25    | 160     | 0          | Problema de Frenos |                  |
| 24         | 16           | 48     | Jimmy Daywalt                                         | Kurtis Kraft-Offenhauser | 140.97 | 28    | 134     | 0          | Accidente          |                  |
| 25         | 24           | 54     | Jack Turner                                           | Kurtis Kraft-Offenhauser | 142.39 | 18    | 131     | 0          | Motor              |                  |
| 26         | 20           | 89     | Keith Andrews                                         | Kurtis Kraft-Offenhauser | 142.97 | 13    | 94      | 0          | Transmisión Rota   |                  |
| 27         | 9            | 5      | Andy Linden                                           | Kurtis Kraft-Offenhauser | 143.05 | 11    | 90      | 0          | Oil Leak           |                  |
| 28         | 27           | 12     | Al Herman                                             | Kurtis Kraft-Offenhauser | 141.61 | 23    | 74      | 0          | Accidente          |                  |
| 29         | 17           | 49     | Ray Crawford                                          | Kurtis Kraft-Offenhauser | 140.88 | 29    | 49      | 0          | Accidente          |                  |
| 30         | 12           | 15     | Johnny Boyd                                           | Kurtis Kraft-Offenhauser | 142.33 | 19    | 35      | 0          | Fuga de Aceite     |                  |
| 31         | 11           | 53     | Troy Ruttman                                          | Kurtis Kraft-Offenhauser | 142.48 | 17    | 22      | 3          | Dirección Rota     |                  |
| 32         | 18           | 88     | Johnny Thomson                                        | Kuzma-Offenhauser        | 145.54 | 2     | 22      | 0          | Dirección Rota     |                  |
| 33         | 8            | 29     | Paul Russo                                            | Kurtis Kraft-Novi        | 143.54 | 10    | 21      | 11         | Accidente          | 1                |

### Nota

#### Suplentes

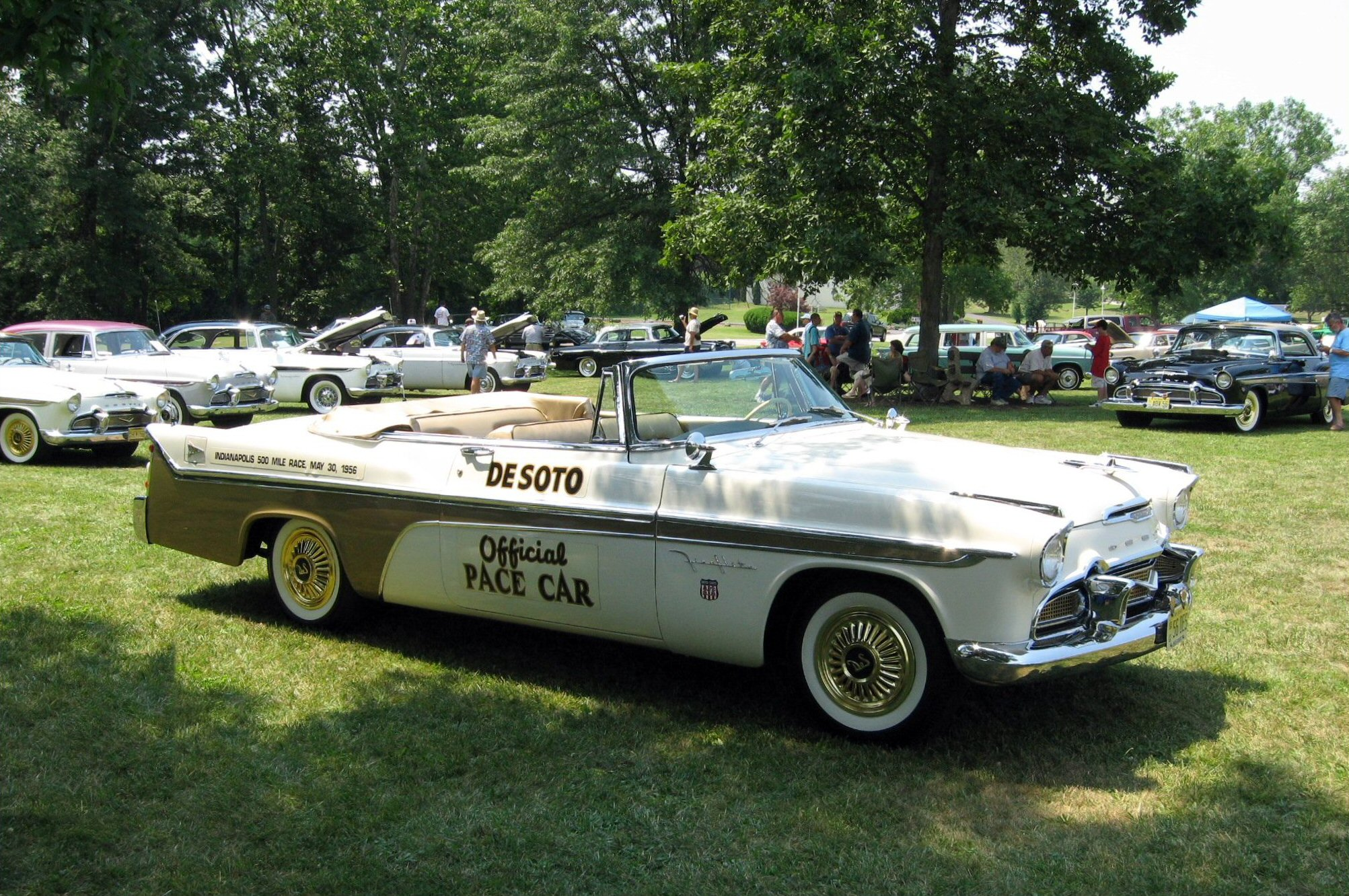
Pace Car de la edición 40° de la Indy 500.

- Primera alternativa: Eddie Sachs[2]